# كفر سبك
كفر سبك إحدى قرى مركز الباجور التابع لمحافظة المنوفية في جمهورية مصر العربية.

## السكان
بلغ عدد سكان كفر سبك 1,530 نسمة، حسب الإحصاء الرسمي لعام 2006.